# Lac-Etchemin
| Lac-Etchemin                              |                          |
|                                           |                          |
| Coordenadas: 46°24'N, 70°30'O             |                          |
| Província                                 | Quebec                   |
| Região administrativa                     | Chaudière-Appalaches     |
| Incorporado em                            | 1867                     |
| Prefeito                                  | Jean-Guy Breton          |
| Código postal                             | 28053                    |
|                                           |                          |
| Área                                      |                          |
| - Cidade                                  | 160,57 km², 61,97 mi²    |
| População (2006)                          |                          |
| - Cidade                                  | 3.999                    |
| - Densidade                               | 25 hab/km², 67,7 hab/mi² |
| Website: municipalite.lac-etchemin.qc.ca/ |                          |

Lac-Etchemin é um município na região turística de Etchemins resultante da fusão em 10 de Outubro de 2001 de Lac-Etchemin e Saint-Germain-du-Lac-Etchemin. Ele está localizado no coração da região administrativa Chaudière-Appalaches no sul do Quebec.
Segundo o último censo, a população do município é de cerca de 4.000 pessoas, sem contar com 1.000 outras pessoas que vêm para o verão.
Centrada no turismo, a cidade de Lac-Etchemin é conhecida por seus encantos. O Lago Etchemin, com seus 5 km de extensão, é uma grande atração para o município, assim como Eco-Parque, o Monte Moose e o Club de Golf Lac-Etchemin, classificado entre os 10 mais belos cursos em Quebec em 2000 pela Golfe Quebec Flórida.